# Carlingford (hrad)
Hrad Carlingford (irsky Caisleán Chairlinn, anglicky zvaný též King John's Castle neboli hrad krále Jana) se nachází v přístavu města Carlingford na břehu zátoky Carlingford Lough v hrabství Louth v provincii Leinster v Irské republice. Hrad krále Jana v Carlingfordu je zapsán pod číslem 249 na seznamu státem chráněných národních památek Irska.

## Geografie
Hrad Carlingford stojí na jižním břehu 15 km dlouhého fjordu Carlingford Lough, přímo u severní přístavní hráze města Carlingford.

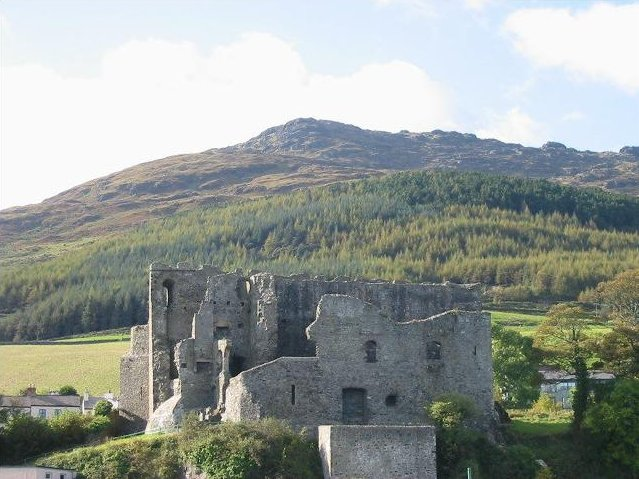
Pohled ze severního přístavního mola na hrad Carlingford a horu Slieve Foye v pozadí

Od státní hranice mezi Irskou republikou a Severním Irskem (Spojené království), která prochází středem zátoky, je pobřeží v těchto místech vzdáleno zhruba 2 km, zatímco irská metropole Dublin leží asi 70 km daleko směrem na jih (přibližně 90 km po místních komunikacích).
Město Carlingford se stejnojmenným hradem a dalšími památkami leží na poloostrově Cooley, východně od hlavního hřebene pohoří Cooley, a to přímo na úpatí jeho nejvyššího vrcholu Slieve Foye (589 m n. m.).

## Historie
Hrad nechal vybudovat před svou smrtí Hugh de Lacy (1135 (?)–1186), 4. baron Lacy, pán Meathu. Východní část hradu byla postavena v polovině 13. století (pravděpodobně kolem roku 1261), k dalším přestavbám a úpravám došlo v 15. a 16. století. Půdorys pevnosti má podobu písmene "D", hradní zdi jsou silné až 3,4 m.
Jméno hradu King John’s Castle se začalo objevovat od 60. let 13. století. Toto pojmenování bylo inspirováno skutečností, že na carlingfordském hradě během tažení proti Hughu de Lacymu, synovi zakladatele hradu, pobýval v roce 1210 anglický král Jan Bezzemek. Podle pověsti král Jan na hradě Carlingford navrhl první koncept Velké listiny práv a svobod (latinsky Magna charta libertatum), která byla přijata v roce 1215.

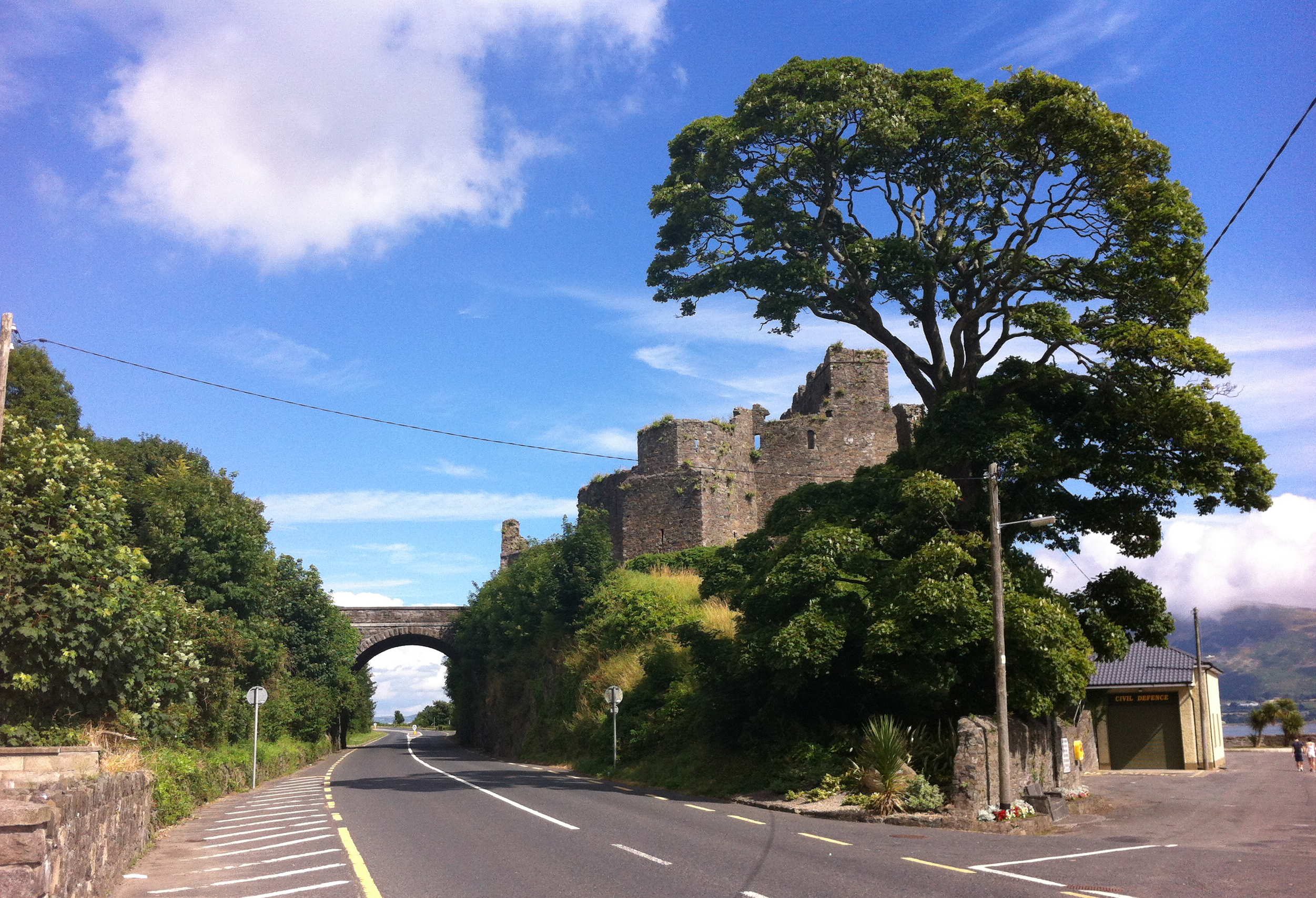
Pohled na hrad od pobřežní silnice

Během tzv. Irských konfederačních válek (1641 až 1653) mezi irskou katolickou konfederací a anglickými a skotskými royalisty, byl hrad, který byl držen irskými katolíky, několikrát dobyt protivníky (v letech 1642, 1649 a 1650). Během války mezi Jakubem II. Stuartem a Vilémem III. Oranžským byl hrad Carlingford v roce 1689 vypálen jakobity. Před bitvou, která se odehrála na řece Boyne poblíž Droghedy, nechal generál Schomberg v prostorách někdejšího hradu zřídit vojenský špitál.
V 19. století při výstavbě regionální železnice společnosti Dundalk, Newry & Greenore Railway byl hrad oddělen od ostatní pevniny hlubokým zářezem.

## Dostupnost
Hrad Carlingford se nachází poblíž přístavu na výběžku pevniny, který od severního okraje města odděluje silnice R 173. Interiéry hradu nejsou veřejnosti přístupné kvůli nebezpečí zřícení zdiva.